# Catharine Furnace

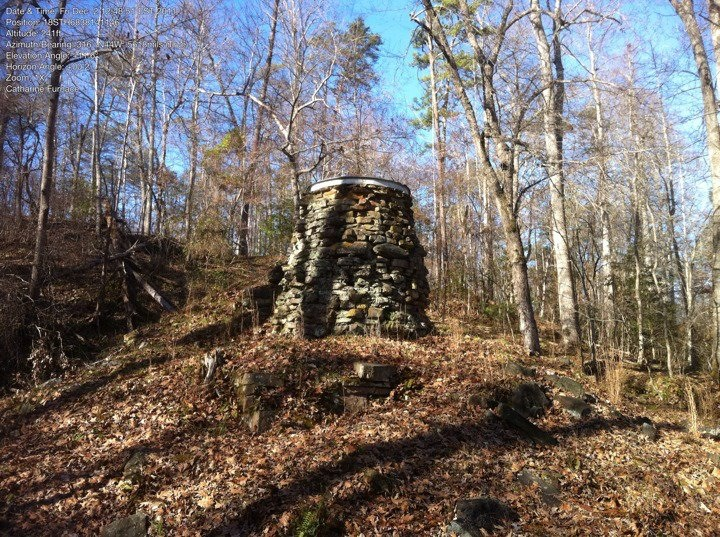
Ruinerna av masugnen vid Catharine Furnace.

Catharine Furnace var en hytta i Spotsylvania County, Virginia vilken är känd från slaget vid Chancellorsville. Den får inte förväxlas med Catherine Furnace i Page County vilken också hade en viss betydelse under det amerikanska inbördeskriget.

## Hyttan
Hyttan byggdes 1837. Den stängde efter bara tio år i drift, men efter det amerikanska inbördeskrigets utbrott togs den åter i drift. Hyttan framställde tackjärn av lokal järnmalm och hade ett kontrakt med sydstatsarméns tygförvaltning om att leverera tvåtusen ton om året. Den bestod 1863 av en masugn vilken stod omgiven av en grupp byggnader. Anläggningen förstördes 1864 av en federal kavalleristyrka under befäl av general Custer, men återuppbyggdes snart och fortsatte att framställa tackjärn för sydstaternas krigsproduktion till krigets slut. I dag är bara ruinerna efter masugnen kvar.